# HMS Audacious (1912)
El HMS Audacious fue un acorazado británico de la clase King George V, perteneciente a la Marina Real Británica. El buque no sobrevivió a la Primera Guerra Mundial, ya que se hundió tras impactar con una mina al norte de la costa de Donegal (Irlanda) en 1914, poco después de cumplir su primer año de servicio.

## Historial operativo

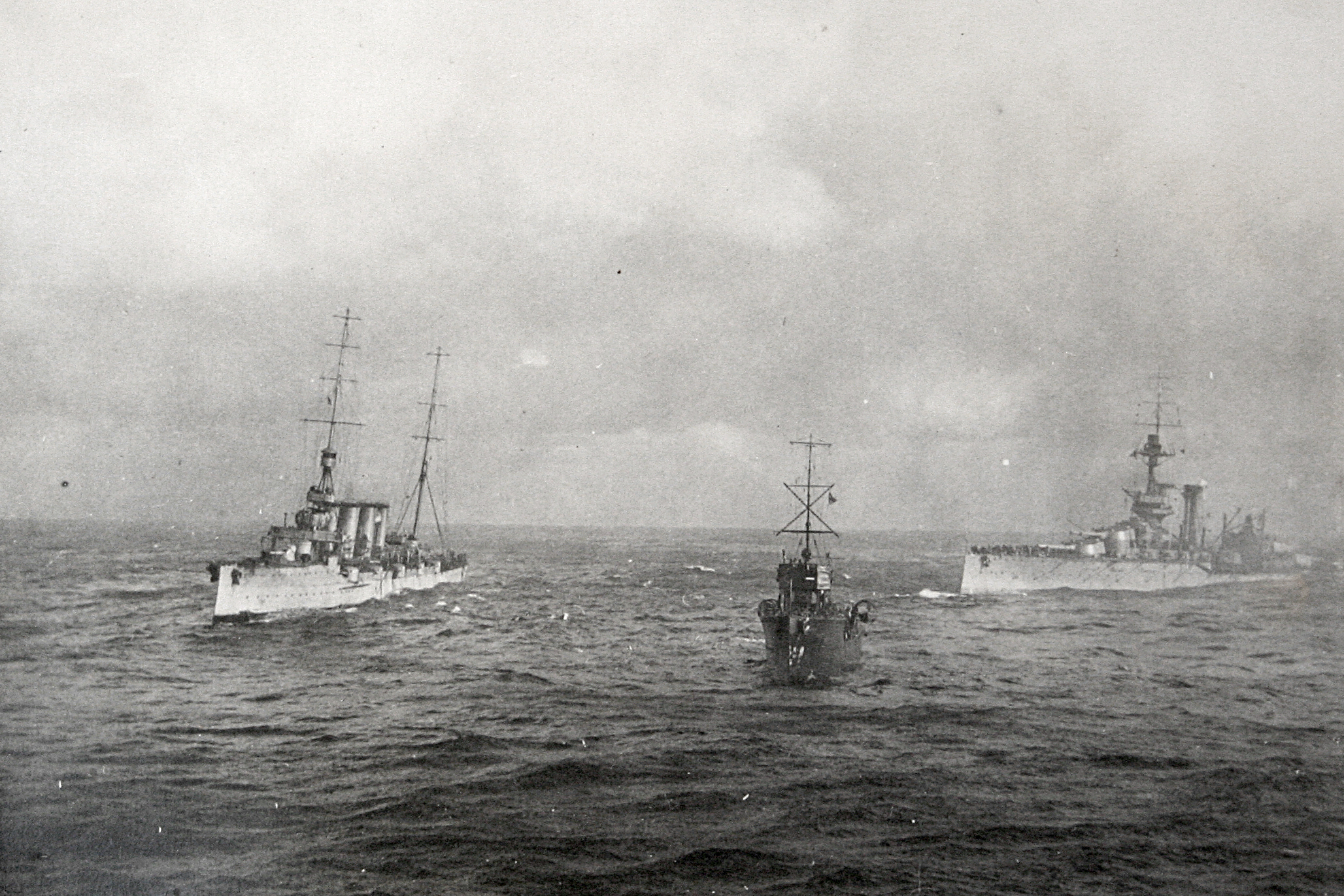
El HMS Liverpool (a la izquierda) junto al HMS Fury y al RMS Olympic, intentan tomar al HMS Audacious a remolque. La imagen fue tomada desde el área de pasajeros del RMS Olympic.

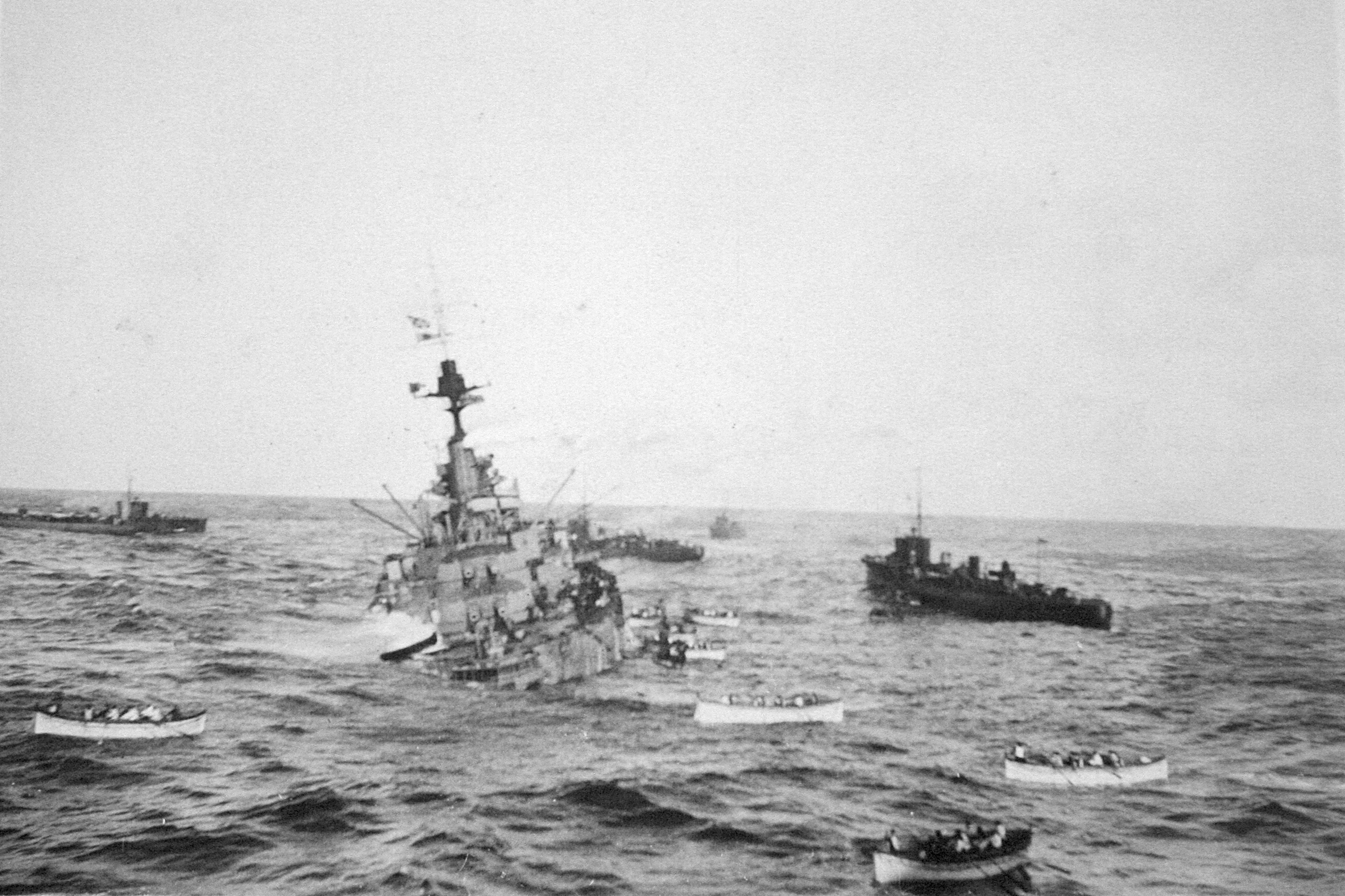
La tripulación del HMS Audacious toma los botes salvavidas para dirigirse al RMS Olympic.

El HMS Audacious fue autorizado bajo la ley de estimaciones navales de 1910. Su quilla fue puesta en grada en marzo de 1911, y fue botado al agua el 14 de septiembre de 1912. Tras su finalización, fue dado de alta en la Marina Real Británica en agosto de 1913.
Al inicio de la contienda, el Audacious formaba parte de la segunda escuadra de combate de la Gran Flota británica. El 27 de octubre de 1914, la segunda escuadra de combate, compuesta por los 'super-dreadnoughts' HMS King George V, HMS Ajax, HMS Centurion, HMS Audacious, HMS Monarch, HMS Thunderer y HMS Orion, abandonó Lough Swilly para realizar prácticas de tiro en aguas irlandesas.
Sobre las 8 horas 45 minutos del 27 de octubre, el Audacious impactó con una mina colocada furtivamente por el minador auxiliar HSK Berlin,  en el que resultaron afectados varios compartimentos de popa. El buque, intentó volver a puerto por sus propios medios, pero dos horas después, el agua, alcanzó las salas de máquinas, obligando a su tripulación a abandonarlo. Este abandono del Audacious ya sin capacidad motriz, fue solo realizado por parte de sus tripulantes no esenciales, por lo que abandonaron el barco 250 tripulantes. 
A las 13.30 el transatlántico RMS Olympic de la compañía White Star Line (que se encontraba próximo), ante la llamada de socorro, se ofreció voluntariamente a asistirlos. Durante la tarde, el  Olympic y el crucero HMS Liverpool intentaron remolcar al Audacious, pero los cabos de remolque, cedían ante el mal estado del mar.
A las 18:00, el buque fue abandonado por el resto de la tripulación, y a las 20 horas 45 minutos, el buque quedó con la quilla al sol, convirtiéndose en el primer acorazado británico perdido en la Primera Guerra Mundial, y el único sin pérdidas de vidas humanas propias.
Al dar vuelta de campana, el Audacious explotó la carga de cordita de la torre A tras volcar, un fragmento del buque voló unos 700 metros y mató a un miembro de la tripulación del HMS Liverpool.  El Audacious se hundió a más de 60 m de profundidad.
La Marina Real intentó mantener en secreto la pérdida, por lo que el buque permaneció en la lista de buques en servicio durante toda la contienda, pero el intento fue inútil, ya que muchos pasajeros norteamericanos del Olympic habían presenciado y fotografiado el hundimiento.
El siguiente escueto anuncio, apareció en el Times el 14 de noviembre de 1918:

"HMS Audacious: Anuncio retrasado: La secretaría del Almirantazgo, realiza el siguiente anuncio: El HMS Audacious resultó hundido tras impactar con una mina en la costa norte de Irlanda el 27 de octubre de 1914. Esto se ha mantenido en secreto a petición del comandante en jefe de la Gran Flota. La prensa, lealmente, retuvo la noticia al no darle publicidad"

Un comité de la Marina Real, juzgó que un factor principal en la pérdida del HMS Audacious fue que las puertas herméticas que separaban los distintos compartimientos no estaban trabadas, y como prueba, se basó en que el HMS Marlborough, de la siguiente (y parecida) clase Iron Duke, fue torpedeado en la Batalla de Jutlandia, y pudo seguir navegando aunque a una velocidad reducida a 17 nudos.